# 375798 Divini
375798 Divini è un asteroide della fascia principale. Scoperto nel 2009, presenta un'orbita caratterizzata da un semiasse maggiore pari a 2,5506726 au e da un'eccentricità di 0,1820591, inclinata di 13,26111° rispetto all'eclittica.